# Arbeitskreis Dr. Benedikt Kautsky

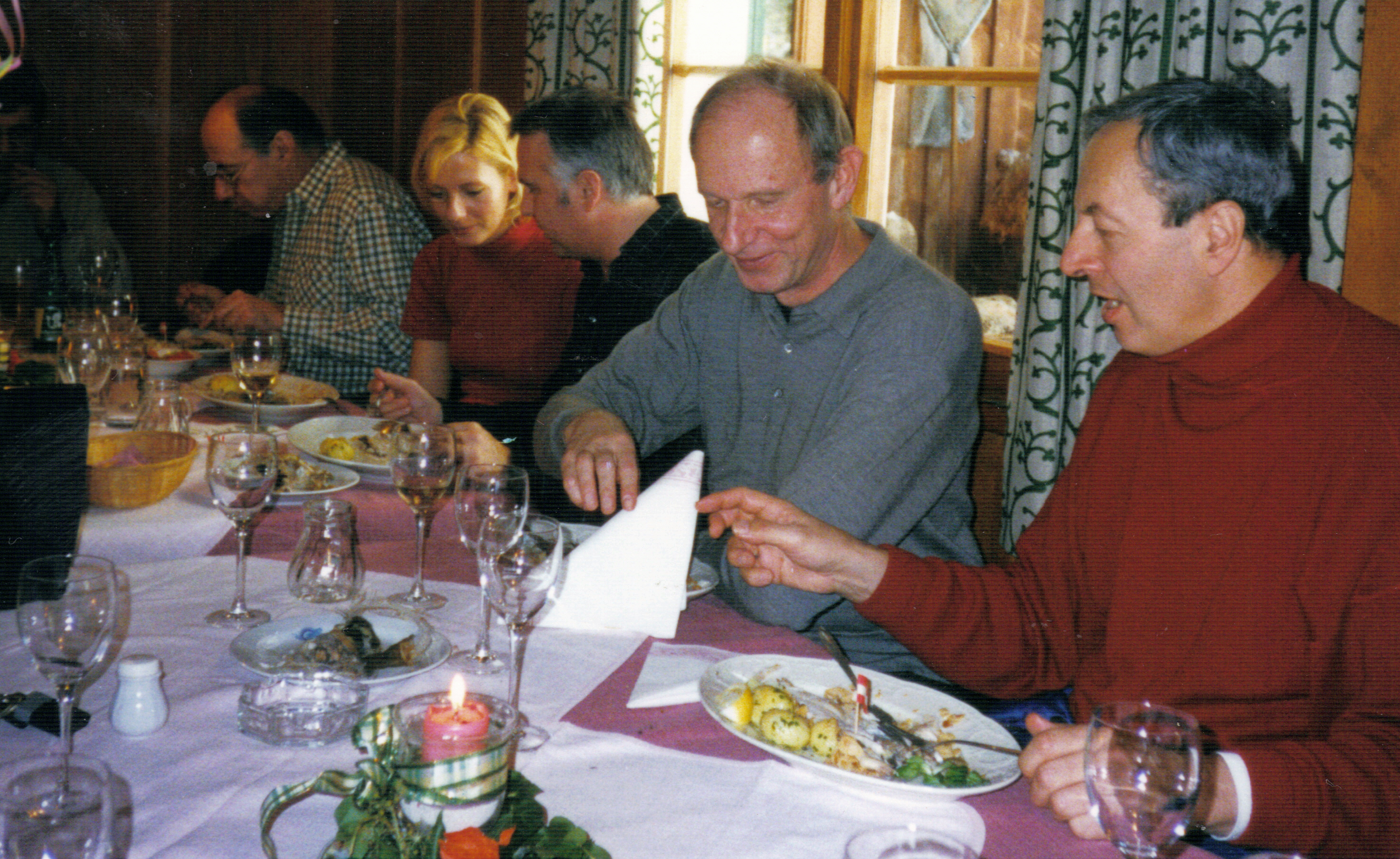
Freizeit am Toplitzsee, Neujahrsseminar 2000

Der Arbeitskreis Dr. Benedikt Kautsky (kurz Kautsky-Kreis) ist eine seit 1960 bestehende lose Vereinigung österreichischer sozialdemokratischer Ökonomen. Er galt zeitweilig als „Think tank“ und Kaderschmiede des Gewerkschaftsflügels der SPÖ, fungierte aber stets vorrangig als internes Diskussionsforum.

## Geschichte
Als Vorläufer des Kautskykreises kann die von Franz Senghofer ins Leben gerufene volkswirtschaftliche Arbeitsgemeinschaft im ÖGB angesehen werden. Als eigentliches Gründungsdatum gilt aber ein Brief von Benedikt Kautsky vom 26. Februar 1960, dem eine Eröffnungsveranstaltung  am 16. März unter seinem Vorsitz folgte. Aufgrund des überraschenden Ablebens von Benedikt Kautsky am 1. April desselben Jahres trägt die Vereinigung seinen Namen.
Nach etwa zehn Jahren wurde der Kautsky-Kreis auch in regulärer Vereinsform konstituiert. Als Vorsitzende fungierten bis 1983 abwechselnd Philipp Rieger und Eduard März, danach Günther Chaloupek. Die Zusammenkünfte des Kautsky-Kreises umfassten von Anfang an einerseits Einzelreferate zum Teil sehr prominenter in- und ausländischer Referenten, andererseits mehrtägige Seminare. Traditioneller Schwerpunkt ist seit den 1970er Jahren das Neujahrsseminar, das über die Jahre hin in sehr unterschiedlichen Orten und Ambienten abgehalten wurde: zuerst in Gewerkschaftsheimen und später in Hotels am Semmering, in Gmunden, Bad Aussee, Bad Mitterndorf, Bad Leonfelden etc. Kennzeichnend für die Veranstaltungen des Kreises ist dabei der ausführliche Raum, der der Diskussion eingeräumt wird. Der egalitäre und informelle Charakter der Veranstaltungen dürfte auf die Prägung mehrerer aus der angelsächsischen Emigration zurückgekehrten prominenter Mitglieder des Kreises wie Eduard März und Philipp Rieger zurückzuführen sein.  Um die lockere, offene und vertrauliche Diskussionsatmosphäre zu schützen, sind  Medienberichte unerwünscht.
Die im Kautskykreis behandelten Themen spiegeln die Grundtendenzen der Wirtschaftspolitik der letzte Jahrzehnte wider: von den Konzepten der „Planification“ und einer auf Österreichs Verstaatlichte Industrie bauenden Industriepolitik über die Auswirkungen der Ölpreisschocks und die Reaganomics bis zur Umweltproblematik, von der Krise der „New Economy“ bis zur Weltfinanzkrise und der aktuellen Staatsschuldenproblematik.
Zu den im Kautskykreis aufgetretenen Referenten zählen zahlreiche Spitzenpolitiker des Landes, von Bruno Kreisky und Hannes Androsch bis Heinz Fischer, sowie international  renommierte Ökonomen der Linken wie Maurice Dobb und Joan Robinson. Der Kreis lädt aber auch immer wieder Repräsentanten anderer politischer Orientierung ein. So haben etwa Wolfgang Schüssel und Erich Streissler vor diesem Forum referiert. Als Obmann des Kreises fungierte von 1985 bis 2013 Günther Chaloupek. Seit 2013 fungiert Markus Marterbauer als Obmann.
Zur Zeit der sozialdemokratischen Alleinregierungen unter Bruno Kreisky wurden zahlreiche Ökonomen aus dem Bereich der Arbeiterkammern (und damit auch des Kautsky-Kreises) in Regierungs- und hohe Positionen der Wirtschaftsverwaltung  berufen, etwa Ferdinand Lacina und Oskar Grünwald. Der Kreis wurde allerdings nie zum Tummelplatz für Ehrgeizlinge, sondern blieb stets Forum der intellektuellen Diskussion und der freundschaftlichen Auseinandersetzung.